# Al Hirschfeld
Albert Hirschfeld, mais conhecido como Al Hirschfeld (St. Louis, 21 de junho de 1903 - Nova Iorque, 20 de janeiro de 2003) foi um famoso ilustrador do jornal The New York Times, cujos desenhos inspiraram a animação do segmento ao som de Rhapsody in Blue, de George Gershwin, no filme de animação Fantasia 2000.
Hirschfeld desenhou as maiores estrelas de Hollywood, como por exemplo Charlie Chaplin, Woody Allen, Ethel Merman, entre tantos outros. Em todos os seus desenhos traçava o nome de sua filha, Nina, para que os leitores do The New York Times pudessem procurar.
Morreu dormindo em sua casa, em 20 de janeiro de 2003, em Nova Iorque. Trabalhou até dois dias antes de sua morte, quando desenhava os Irmãos Marx.

## Carreira
Em 1924, Hirschfeld viajou para Paris e Londres, onde estudou pintura, desenho e escultura. Quando voltou aos Estados Unidos, um amigo, o lendário agente de imprensa da Broadway Richard Maney, mostrou um dos desenhos de Hirschfeld a um editor do New York Herald Tribune, que conseguiu encomendas de Hirschfeld para aquele jornal e, mais tarde, para o New York Times.
O estilo de Hirschfeld é único, e ele é considerado uma das figuras mais importantes do desenho e da caricatura contemporâneos, tendo influenciado inúmeros artistas, ilustradores e cartunistas. Suas caricaturas eram regularmente desenhos de linha pura em tinta preta, para os quais ele usava uma pena de corvo genuína.
 

Os leitores do The New York Times e de outros jornais antes de imprimirem em cores estarão mais familiarizados com os desenhos de Hirschfeld que são em tinta preta no quadro de ilustração branco. No entanto, há todo um corpo da obra de Hirschfeld em cores. As pinturas coloridas de Hirschfeld foram encomendadas por muitas revistas, frequentemente como a capa. Os exemplos são TV Guide, Life Magazine, American Mercury, Look Magazine, The New York Times Magazine, The New Masses e Seventeen Magazine. Ele também ilustrou muitos livros em cores, entre eles Harlem As Seen By Hirschfeld, com texto de William Saroyan.